# Algorithme de l'arbre de jonction
Pour les articles homonymes, voir JTA.
L'algorithme de l'arbre de jonction (aussi appelé algorithme somme-produit ; en anglais, Junction Tree Algorithm ou JTA) est un algorithme d'apprentissage automatique. Il est utilisé dans la théorie des modèles graphiques.

## Définitions
Un arbre de jonction est une factorisation partiellement préconstruite.
C'est un graphe de cliques construit de manière que le produit des fonctions de potentiels soit égal à la probabilité conjointe de l'ensemble des variables.
Un arbre de jonction sert à réaliser de l'inférence, par propagation de convictions. Il existe deux méthodes d'inférence sur les réseaux bayésiens : l'inférence exacte et l'inférence approchée. La première donne un résultat exact, mais est extrêmement coûteuse en temps et en mémoire. La seconde, quant à elle, nécessite moins de ressources mais le résultat n'est qu'une approximation de la solution exacte.

## Description de l'algorithme
En partant d'un graphe orienté:
1. Moralisation de graphe
2. Triangulation de graphe
3. Recherche de cliques maximales
4. Arbre couvrant de poids maximum
5. Attribution des fonctions de potentiel